# San José Tepeyahualco
San José Tepeyahualco är en ort i Mexiko.   Den ligger i kommunen Tlaxco och delstaten Tlaxcala, i den sydöstra delen av landet, 90 km öster om huvudstaden Mexico City. San José Tepeyahualco ligger 2 560 meter över havet och antalet invånare är 1 074.
Terrängen runt San José Tepeyahualco är kuperad åt nordost, men åt sydväst är den platt. Runt San José Tepeyahualco är det ganska tätbefolkat, med 58 invånare per kvadratkilometer. Närmaste större samhälle är Tlaxco, 15,7 km öster om San José Tepeyahualco. Trakten runt San José Tepeyahualco består till största delen av jordbruksmark.